# Polyteknikkojen ilmailukerho
Die Abkürzung PIK, ausgeschrieben Polyteknikkojen ilmailukerho ry wurde weltweit bekannt als Typenbezeichnung finnischer Segel- und Motorflugzeuge. Ins Deutsche übersetzt bedeutet es Polytechnischer Flugverein. PIK ist ein studentischer Verein an der Aalto-Universität im finnischen Espoo. Er ist seit 1938 auf dem Gebiet der Luftfahrtforschung tätig und damit mit den deutschen Akafliegs bzw. Akademischen Fliegergruppen vergleichbar.
Deren Leitgedanke Forschen – Bauen – Fliegen trifft auch hier voll zu. Die ausgeführten Entwürfe der finnischen Studenten haben weltweit einen ausgezeichneten Ruf und wurden vielfach in Groß- oder Kleinserien gefertigt. Dazu trugen besonders die Segelflugzeuge PIK-3c, PIK-16 und PIK-20 bei. Aber auch Motorsegler und Motorflugzeuge kamen in die Serienfertigung.
Unterstützung erhält der Verein durch verschiedene Lehrstühle der Technischen Universität. Zu den sehr guten Forschungsmöglichkeiten gehört die Nutzung eines Windkanals. In den ersten Jahren nach der Gründung am 26. März 1931 war PIK allerdings ein reiner Luftsportverein an der Universität.
Der Verein fliegt in Malmi und Räyskälä und bildet dort Segel-, Motorflugpiloten und Fluglehrer aus. Auch Frühjahrslager auf dem zugefrorenen Torneträsk erfreuten sich großer Beliebtheit. Als einziger Eigenentwurf wird zurzeit die PIK-23 OH-TOW als Schleppflugzeug im Verein geflogen.

## Die Entwürfe von PIK

### Segelflugzeuge
Die ersten Entwürfe PIK-1, PIK-2 und PIK-4 kamen durch den Ausbruch des Zweiten Weltkriegs nicht zur Ausführung. Die letzten beiden basierten auf der polnischen Wrona (Krähe).
- PIK-5  Die Schulmaschine flog 1946 zum ersten Mal. Von der sehr guten Konstruktion wurden 27 Exemplare in drei Ausführungen gebaut.
- PIK-6  Der Entwurf konnte mangels finanzieller Mittel nicht gebaut werden.
- PIK-7  Bekannt auch als Harakka, Erstflug war 1947. Der Schulgleiter wurde 57-mal gebaut.
- PIK-3  Mit den ersten Entwürfen wurde 1942 begonnen, die PIK-3 kam aber erst 1950 zum Fliegen und wurde in den beiden Versionen 3a und 3b viermal gebaut.
- PIK-12  Zweisitziges Schulflugzeug, Erstflug 1956, viermal gebaut.
- PIK-13  Entwurf der offenen Klasse, Erstflug 1954, fand Beachtung durch erfolgreiche Flüge auf der Weltmeisterschaft.
- PIK-14  Die Arbeiten wurde wegen der Entwicklung der PIK-3c eingestellt.
- PIK-3c  Der Erstflug der Kajava fand 1957 statt. Die Maschine hat sich in internationalen Wettbewerben hervorragend bewährt. Es wurden 40 Exemplare gebaut, die in vielen finnischen Vereinen im Einsatz waren.
- PIK-16 Vasama (Pfeil)  Entwurf von 1959, Erstflug war 1961. Eine PIK-16c erreichte 1963 den dritten Platz in der Standard Klasse auf der Segelflug-Weltmeisterschaft und gewann den Preis der OSTIV. Insgesamt 52 Maschinen, in Serie gebaut von Lehtovaara OY.
- PIK-17  In Holz- und Kunststoff-Bauweise, Erstflug 1966, in zwei Versionen gebaut.
- PIK-20  Die Tiu kam 1973 zum Erstflug. Als PIK-20B erreichte sie 1976 die ersten drei Plätze auf der Segelflug-Weltmeisterschaft 1976. 317 Maschinen der drei Segelflugversionen wurden in Finnland gebaut. Hersteller waren Molino und nach deren Übernahme Eiri-Avion OY. Zu 85 % gingen die Flugzeuge in den Export. Nach Expertenmeinung wird kein anderes finnisches Flugzeug je diese Stückzahl erreichen.
- PIK-22  Doppelsitzerentwurf für Eiri Avion; die fehlende Finanzierung verhinderte Fertigstellung und Serienproduktion des Projekts.

### Motorsegler

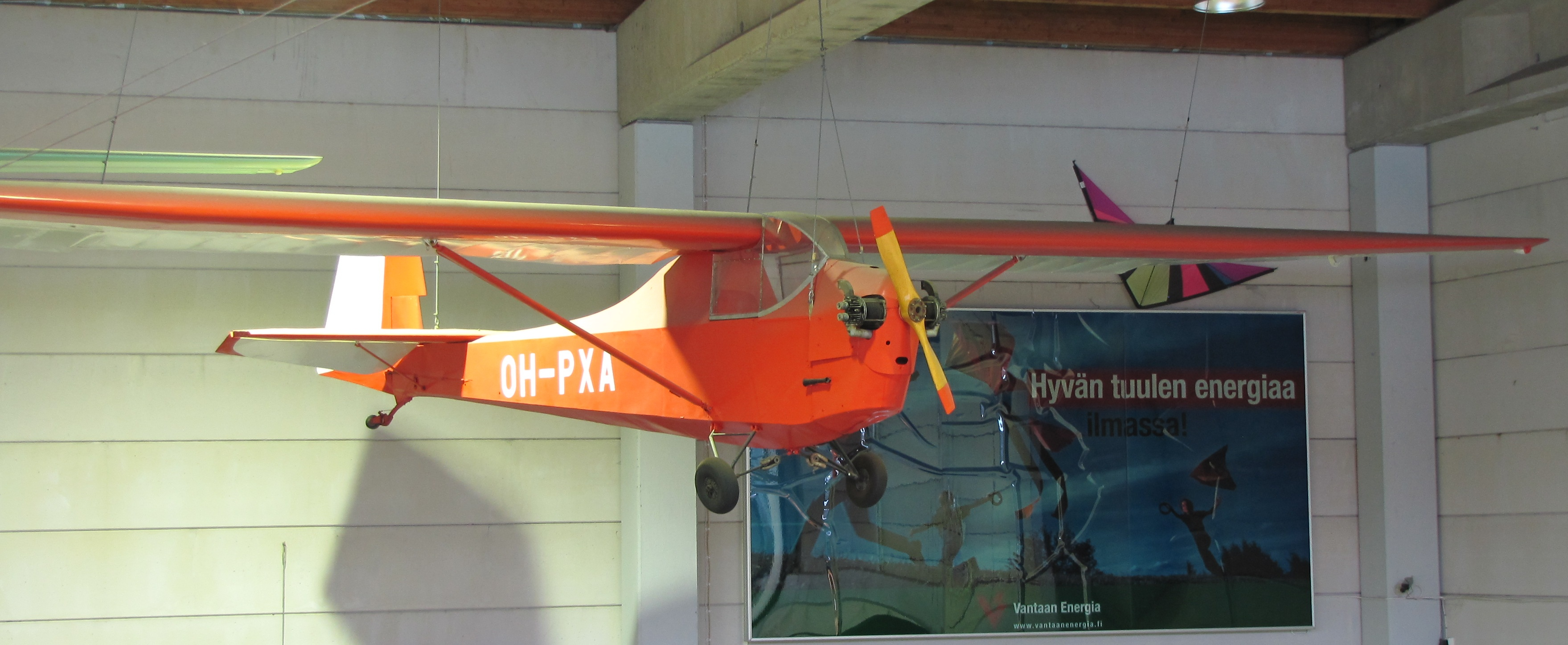
Moottoribaby im Finnischen Luftfahrtmuseum

- PIK-10  Das Moottoribaby, eine motorisierte Version des Grunau Baby, flog 1949 das erste Mal und war mit stärkerem Motor von 1950 bis 1969 im Einsatz.
- PIK-20E  Eine Motorsegler-Version der PIK-20 mit einem 43 PS Rotax-Motor wurde ebenfalls international erfolgreich. Eiri baute 103 Maschinen in Finnland und Siren bzw. Issoire SA weitere 20 in Frankreich. Eine 17-m-Version mit Ansteckflügeln wurde von Issoire auch als PIK-30 bezeichnet.
- PIK-24  Eine RF-4D mit Tragflächen der PIK-20. Eher ein privates, als ein Vereinsprojekt.
- PIK-30  Diese Nummer wurde nicht offiziell durch PIK vergeben; siehe oben unter PIK-20E.

### Motorflugzeuge
- PIK-8  Zweisitzer in Holzbauweise, der Entwurf wurde nicht ausgeführt.
- PIK-9  Einsitziges Schulflugzeug in Holzbauweise, kam ebenfalls nicht zum Fliegen.
- PIK-11  Der Einsitzer flog 1953 zum ersten Mal, vier wurden gebaut.
- PIK-15  Zweisitzige Schlepp- und Schulmaschine, Erstflug war 1962, insgesamt sieben Maschinen. In Serie gebaut bei Valmet.
- PIK-19  Schlepp- und Schulmaschine, Erstflug 1972. Es blieb beim Prototyp, da kein Hersteller für Serienbau gefunden wurde.
- PIK-23  Auch Valmet PIK-23 Towmaster genannt, Schlepp- und Schulmaschine, in Kunststoffbauweise. Der Erstflug fand 1982 statt, es wurden nur zwei Prototypen gebaut.
- PIK-27  Der Entwurf wurde als einsitzige und preisgünstige Schleppmaschine ausgelegt. Im Jahr 2006 kam es zum Erstflug, bei genügender Nachfrage würde die Windcraft Ltd. in Lahti die Maschine in Serie fertigen.

Leichtflugzeuge mit VW-Motor
- PIK-18  Als Billigflugzeug entworfen; nach langer Bauzeit kam es erst 1976 zum Erstflug.
- PIK-21  Erstflug war 1981, drei Exemplare des schnellen Einsitzers wurden gebaut.
- PIK-25  Die Jubiläumsnummer 25 wurde als großer Wurf für Serienfertigung geplant, entwickelte sich aber zu einem Projekt, das am bürokratischen Aufwand scheiterte. Der Entwurf von 1985 wurde privat vollendet und so kam der Zweisitzer erst nach 22 Jahren zum Erstflug.

Ultraleichtflugzeuge
- PIK-26 Ultraleichtflugzeug-Einsitzer der Kategorie Experimental, der Erstflug fand 1996 statt, vier Maschinen wurden gebaut.

## Trivia
Die Aussage, dass in Finnland nur Flugzeuge mit der Bezeichnung PIK gebaut und verkauft werden können, trifft nur für den zivilen Bereich zu. Im militärischen Sektor ist das Unternehmen Valmet heute als Teil von Patria erfolgreich.